# Fildelingsprogram
Fildelingsprogrammer bruges på den måde, at man ved hjælp at et program, som skal installeres, kan hente filer fra andre PC'er på nettet og selv lader sin PC "stå åben" for andre, så de kan hente filer fra den. Ideen er at alle med et sådan program installeret skal dele deres filer så alle kan hente fra hinanden. På den måde får man et netværk med en hel masse delte filer, hvor alle med et sådan program kan browse og finde og hente hvad de ønsker.
Fildelingsprogrammer forbindes ofte med piratkopiering fordi meget at det materiale der fildeles i praksis – for eksempel musik, spil og film – er genstand for ophavsret.
Et eksempel på et stort fildelingsnetværk er Gnutella-netværket.
| Software | Spire Denne artikel om software og programmering er en spire som bør udbygges. Du er velkommen til at hjælpe Wikipedia ved at udvide den. |